# Mesianism
Mesianismul este o credință în venirea unui Mesia, care va acționa ca Salvator sau Mântuitor al oamenilor sau a unui grup de oameni. 
Mesianismul a apărut în cadrul religiei zoroastriste si caracterizează mai ales religiile abrahamice. Iudaismul și creștinismul au în centrul lor credința într-un Mesia, pentru evrei - Mashiah ben David (Mesia descendent al lui David), la creștini (ortodocși,catolici, protestanți, inclusiv în micile comunități numite „evrei mesianici”) identificat în Isus din Nazaret sau Isus Hristos. La musulmani există, de asemenea, o credință mesianică în venirea  Mahdiului (Mahdi - „Cel drept călauzit”) , eventual însoțit de Issa Masih, Isus , fiul Mariei, la musulmanii șiiți - a celui de-al douăsprezecelea imam., Muhammad ibn Hassan Al Mahdi sau Muhammad Al Mahdi. 
În credința druză se așteaptă venirea prorocului Issa (Isus) și a lui Hamza ibn Ali, în babism venire lui al-Qa'im (Cel ce va apare) sau Mahdi.
Mai sunt si alte religii care cunosc conceptul de mântuitor. La budiștii - Maitreya, la hinduși: Kalki , la zoroastriști: Saoshyant, la taoiști: Li Hong.

## În iudaism
Mesia (în limba ebraică: Mashiakh -משיח); Mesiaa sau mașiah,(unsul) era un termen folosit în Biblia ebraică pentru a descrie preoți și regi, care au fost în mod tradițional  unși De exemplu, chiar Cyrus cel Mare, Persanul, este menționat în Biblie ca "unsul lui Dumnezeu" (Mesia).  
În tradiția evreiască termenul a ajuns să se refere la un viitor rege din dinastia Davidică, care va fi "uns" (Mashiah) cu  untdelemn sfânt și va conduce poporul evreu în timpul Epocii Mesianice. În ebraică Mesia este denumit מלך המשיח, Mélekḫ ha-Mašíaḥ, tălmăcit literal "Regele cel Uns",„ Regele Mesia”. 
Conform iudaismului ortodox se crede că Mesia va fi un mântuitor uns, care, prin genealogia paternă, va descinde din Regele David, care va aduna pe evrei înapoi în Țara Israelului și va aduce în lume o eră a păcii. 
Alte curente iudaice cum ar fi iudaismul reformat, percep o Epocă Mesianică când lumea va fi în pace, dar acceptă ideea că va exista un Mesia conducator al omenirii în acea epocă. 
Mai târziu, Mesia lui Israel a fost sursa și temelia pentru credințe similare celei mesianice timpurii în creștinism (inițial o sectă ebraică) și mai târziu pentru islam.

### Mesianismul nazarinean
În istorie, nazarinenii sunt cunoscuți ca o sectă a iudeilor ce practică o formă mesianică de iudaism, conformă cu Tora. Credincioșii timpurii în Ieșua incluzând apostolii erau evrei nazirineni. Apostolul Pavel este menționat ca "căpetenia partidei nazarinenilor". 

"Am găsit pe omul acesta, care este o ciumă: pune la cale răzvrătiri printre toți Iudeii de pe tot pământul, este mai marele partidei Nazarinenilor" (Faptele Apostolilor 24:5)

A nu se confunda cu "nazirinenii" care au făcut o făgăduință de "nazireu", o juruință de separare (Numeri 6:1-21). Totuși apostolul Pavel a avut și o juruință de nazirinean, menționată prima dată când și-a ras capul în Chenhrea: 

"Iar Pavel, după ce a stat încă multe zile în Corint, și-a luat rămas bun de la frați și a plecat cu corabia în Siria, împreună cu Priscila și cu Acvila, care și-a rasconform - James Murdok New Testament capul la Chenhrea, căci făcuse o făgăduință" (Faptele Apostolilor 18:18)

### Evrei mesianici sau evreii pentru Hristos
Așa anumitul Iudaism mesianic sau pentru Hristos, a luat amploare ca o mișcare religioasă de factură creștina protestantă în randurile evreilor în anii 1960. El împletește elemente teologice din creștinismul evanghelic cu elemente din terminologia și ritualul din iudaism.
Conform unei decizii a Curții Supreme a Israelului, evreii care se convertesc la iudaism-mesianic ar trebui tratați ca cei care se convertesc la creștinism.
Istoric, în 1884 a fost constituit de către Iosif Rabinovici prima congregație mesianică la Chișinău (Kishinev), capitala de azi a Republicii Moldova. În România, mesianismul numit iudaic a început în 1937 prin pastorul Richard Wurmbrand în special în mediul rural. Adunarea, congregația Mesianică îl acceptă pe Ieșua ca fiind Mesia, susține că se bazează pe toată Scriptura inspirată de Dumnezeu atât Vechiul Legământ, Tanakhul în limba ebraică, cât și Noul Testament, Ha-Brit Ha-Haddașah, și se străduiește să mențina elemente de cultură și identitate națională evreiască.
Teologic în Mesianismul iudaic, se susține că cei dintre neamuri care vor să intre în Adunarea lui Dumnezeu trebuie să țină ziua de sabat și cerințele legii conform Tora. Trebuie să-l mărturisească pe Ieșua (Iisus), Fiul lui Dumnezeu, ca Mesia lui Israel și singurul mântuitor. Credincioșii mesianici susțin că Ieșua a elevat Tora care este validă și poruncile lui Dumnezeu trebuie ținute. Existând excepții, ei susțin divinitatea lui Ieșua la fel ca ramurile principale ale creștinismului. 
În mesianismul iudaic se susține că există doar un singur set de legi pentru toți și aceleași cerințe atât pentru care sunt "ramură naturală" cât și pentru cei dintre neamuri sau băștinașii nativi din Israel care sunt "ramură altoită".

### Mesianismul apostolic
Mesianismul apostolic este o formă sincretică a creștinismului la o mica categorie de evrei deveniți creștini neoprotestanți sau evangheliști, apărută în Statele Unite, Europa și Israel. 
Când se referă la slujirea apostolică, un lider mesianic din Ungaria, compară Adunarea copiilor lui Israel care trăiește (ca națiune) de mii de ani prin promisiunile din profeții, cu Adunarea din Corint, și numește pe "evreii mesianici" - "slujitori corinteni, apostolici".
Teologic în Mesianismul apostolic, se susține că cei dintre neamuri care vor să intre în Adunarea lui Dumnezeu trebuie să observe ziua de sabat și Sărbătorile lui Dumnezeu. Trebuie să-l mărturirească pe Ieșua (Iisus) ca Mesia lui Israel și singurul mântuitor. Cei care sunt de origine ebraică să păzească poruncile lui Dumnezeu conform Tora iar cei dintre neamuri au ca "jug", pentru a nu fi "tăiați" ori excomunicați, poruncile date la Conciliul Apostolic al Adunării din Ierusalim, iar celelate porunci din Tora devin cerințe doar pentru cei care vor să se integreze ca o ramură naturală în Adunarea lui Israel. În comunitățile mesianic-apostolice există din acest motiv tendința să se formeze două clase de credincioși.